# Place Royale (Bruxelles)
Place Royale (in olandese: Koningsplein) è una piazza in stile neoclassico nel centro di Bruxelles.

## Storia
Venne realizzata dal 1773 al 1780 su progetto dell'architetto francese Barnabé Guimard, che era stato incaricato di redigerlo nel 1769. Fu costruita su una parte di una ex piazza del bazar accanto all'ex palazzo del Coudenberg, che era stato incendiato nel 1731. Risulta molto simile alla omonima piazza di Reims. Nel corso della storia vi sono stati vari eventi e cerimonie.

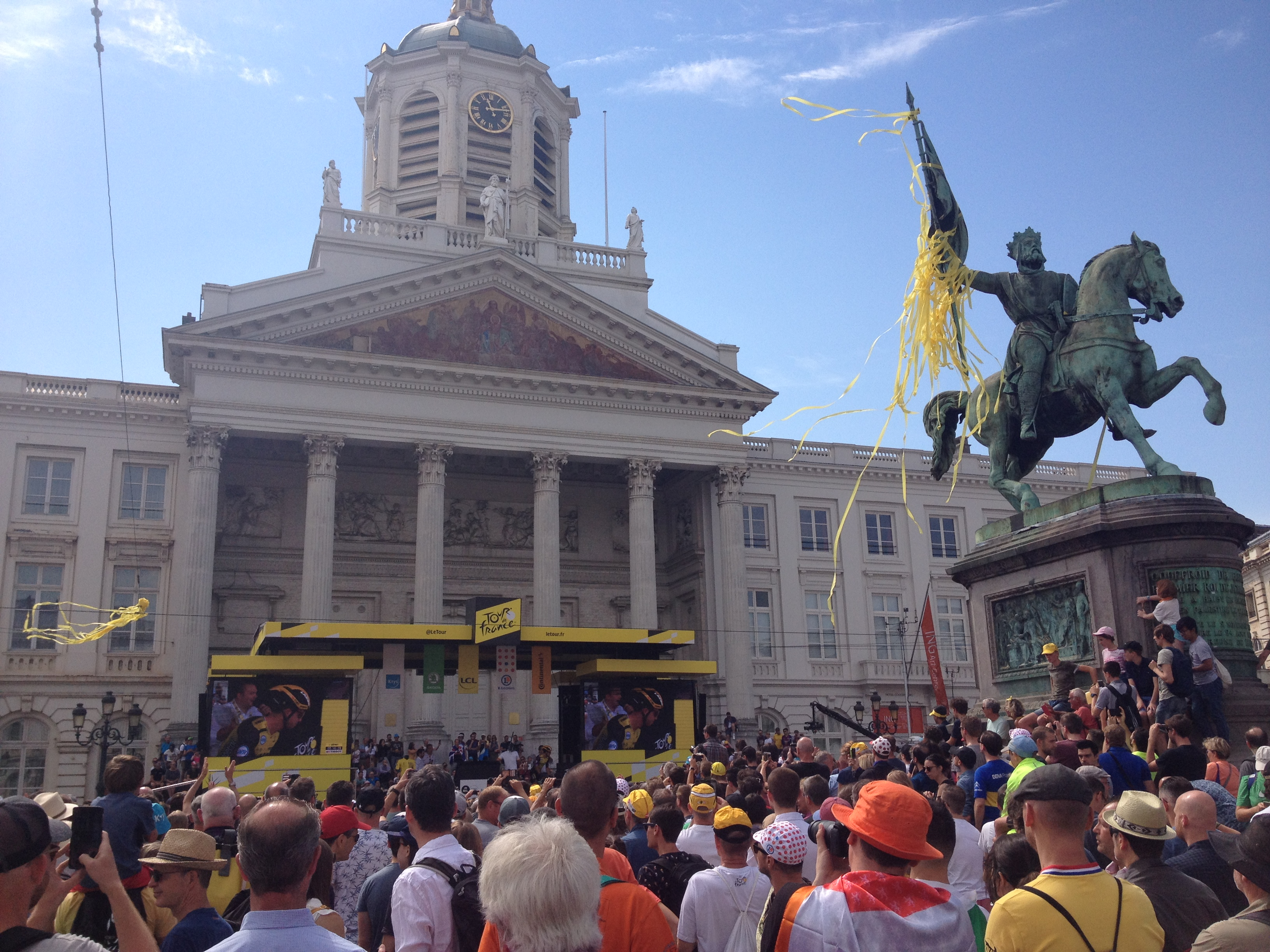
Folla in piazza per la partenza del Giro di Francia (6 luglio 2009).

## Descrizione

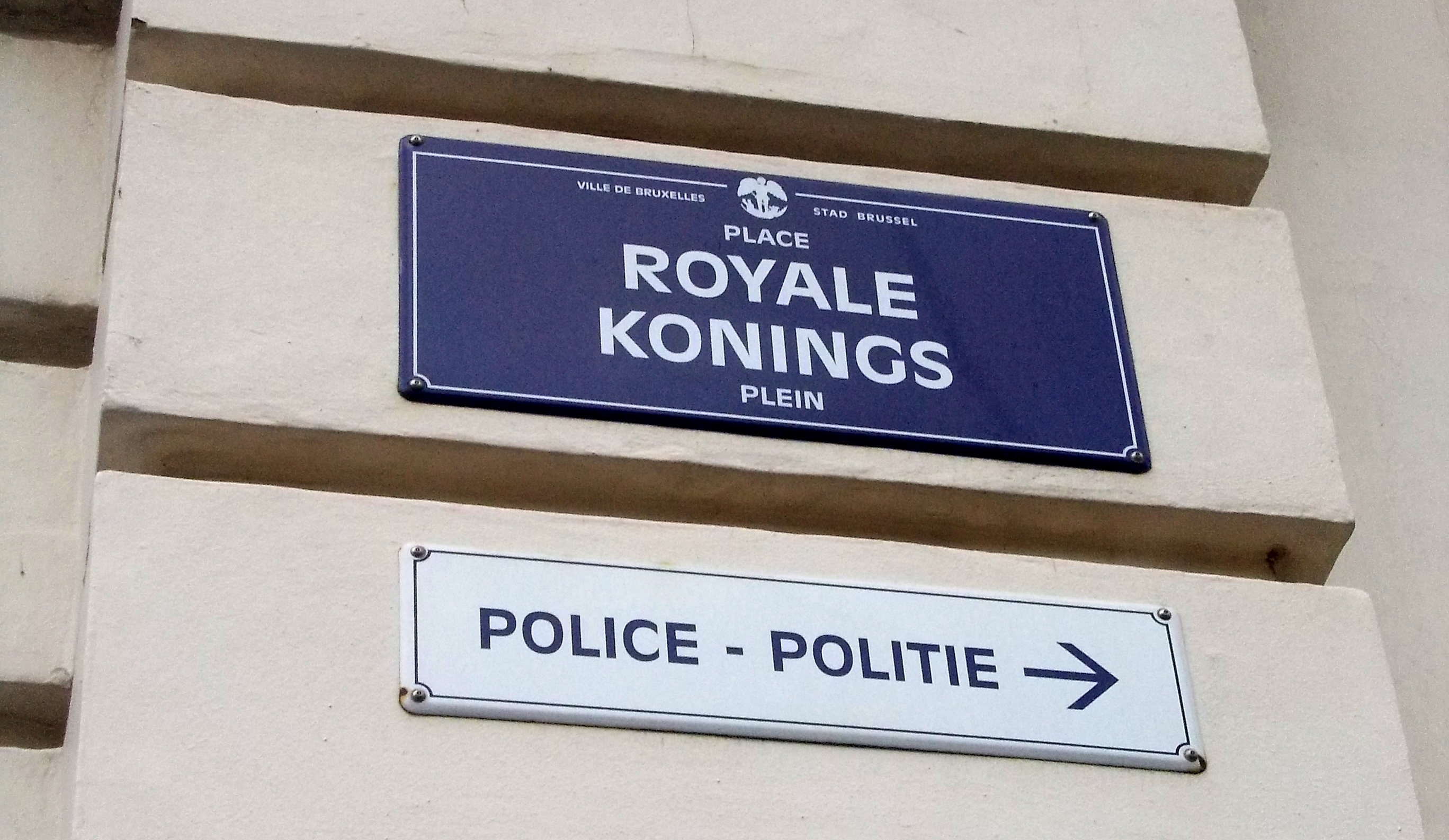
Segnaletica stradale bilingue della piazza.

Sulla piazza si affacciano la chiesa di Saint Jacques-sur-Coudenberg (1787), progettata da Barré e Guimard; sul lato ovest si trova l'edificio principale del Museo reale delle belle arti del Belgio, accanto al Museo Magritte, mentre sul lato sud-est si trova il Museo BELvue; al centro vi è una statua equestre di Goffredo di Buglione, che fu a capo della Prima crociata nel 1096; la statua fu scolpita da Eugène Simonis nel 1848 in sostituzione della statua del principe Carlo Alessandro di Lorena che fu fusa per avere metallo durante la Rivoluzione francese; sul lato sud si trova l'edificio della Corte costituzionale del Belgio.